# Twilight Dementia
Twilight Dementia — первый концертный альбом британской пауэр-металлической группы DragonForce, вышедший в 2010 году.

## Об альбоме
Twilight Dementia был записан в ноябре и декабре 2009 года в Великобритании, во время заключительной части мирового тура в поддержку альбома Ultra Beatdown. Это последняя запись DragonForce с вокалистом Зиппи Тертом.

## Список композиций

### Диск 1
| №                   | Название                     | Автор(ы)                                    | Альбом                      | Длительность |
| ------------------- | ---------------------------- | ------------------------------------------- | --------------------------- | ------------ |
| 1.                  | «Heroes of Our Time»         | Сэм Тотман, Герман Ли                       | Ultra Beatdown (2008)       | 7:47         |
| 2.                  | «Operation Ground and Pound» | Тотман, Зиппи Терт                          | Inhuman Rampage (2006)      | 8:38         |
| 3.                  | «Reasons to Live»            | Тотман, Ли, Вадим Пружанов, Фредерик Леклер | Ultra Beatdown (2008)       | 6:32         |
| 4.                  | «Fury of the Storm»          | Тотман                                      | Sonic Firestorm (2004)      | 6:49         |
| 5.                  | «Fields of Despair»          | Тотман, Ли                                  | Sonic Firestorm (2004)      | 5:56         |
| 6.                  | «Starfire»                   | Тотман, Терт                                | Valley of the Damned (2003) | 6:10         |
| 7.                  | «Soldiers of the Wasteland»  | Тотман, Терт                                | Sonic Firestorm (2004)      | 10:21        |
| 8.                  | «Disciples of Babylon»       | Терт, Ли                                    | Valley of the Damned (2003) | 3:57         |
| Общая длительность: | Общая длительность:          | Общая длительность:                         | Общая длительность:         | 52:10        |

### Диск 2
| №                   | Название                      | Автор(ы)                   | Альбом                                                       | Длительность |
| ------------------- | ----------------------------- | -------------------------- | ------------------------------------------------------------ | ------------ |
| 1.                  | «My Spirit Will Go On»        | Тотман, Терт               | Sonic Firestorm (2004)                                       | 8:02         |
| 2.                  | «Where Dragons Rule»          | Тотман, Терт, Стив Уильямс | Valley of the Damned (2003) (Бонус-трек с японского издания) | 5:57         |
| 3.                  | «The Last Journey Home»       | Тотман, Терт               | Ultra Beatdown (2008)                                        | 8:43         |
| 4.                  | «Valley of the Damned»        | Тотман, Терт               | Valley of the Damned (2003)                                  | 8:13         |
| 5.                  | «Strike of the Ninja»         | Тотман, Терт               | Ultra Beatdown (2008) (Бонус-трек)                           | 4:24         |
| 6.                  | «Through the Fire and Flames» | Тотман, Терт               | Inhuman Rampage (2006)                                       | 8:24         |
| 7.                  | «Black Fire»                  | Тотман, Терт               | Valley of the Damned (2003)                                  | 6:11         |
| Общая длительность: | Общая длительность:           | Общая длительность:        | Общая длительность:                                          | 43:42        |

## Участники записи
- Зиппи Терт — вокал
- Герман Ли — гитара, бэк-вокал
- Сэм Тотман — гитара, бэк-вокал
- Вадим Пружанов — клавишные, терменвокс, бэк-вокал
- Фредерик Леклер — бас-гитара, бэк-вокал
- Дэйв Макинтош — ударные, бэк-вокал